# Arthur P. Hayne

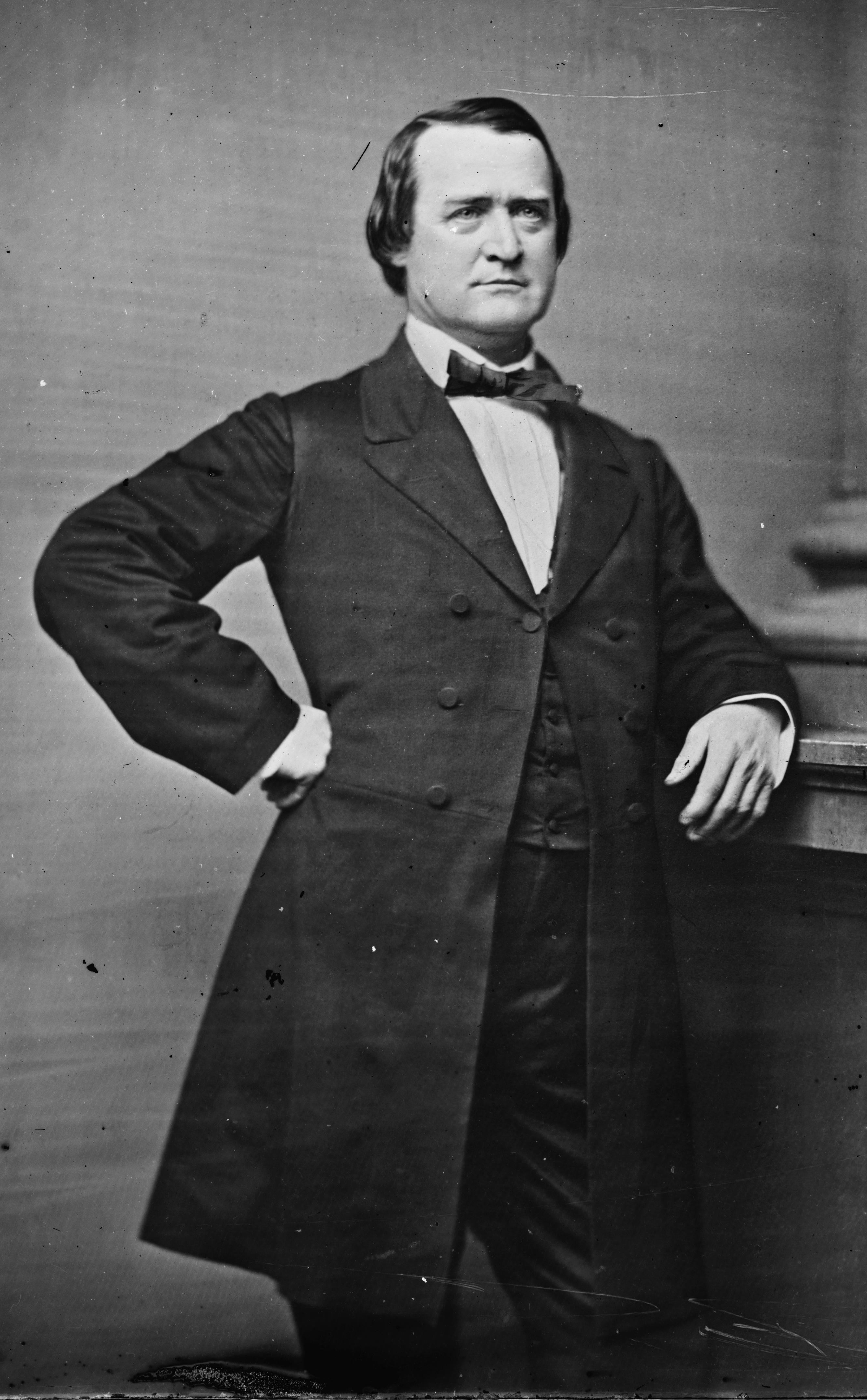
Arthur P. Hayne

Arthur Peronneau Hayne (* 12. März 1788 in Charleston, South Carolina; † 7. Januar 1867 ebenda) war ein US-amerikanischer Politiker (Demokratische Partei), der den Bundesstaat South Carolina im US-Senat vertrat.
Arthur Hayne studierte die klassischen Altertumswissenschaften und betätigte sich danach als Geschäftsmann. Während des Britisch-Amerikanischen Krieges von 1812 diente er in der United States Army, wobei er den regulären Rang eines Majors erreichte und als Generalinspekteur fungierte. Außerdem erhielt er den Brevet-Rang eines Lieutenant Colonel für seinen Einsatz in der Schlacht von New Orleans. Nach seinem Abschied vom Militär ließ er sich zum Rechtsanwalt ausbilden und wurde in die Anwaltskammer aufgenommen, woraufhin er als Jurist praktizierte. Im Ersten Seminolenkrieg führte er eine Freiwilligeneinheit aus Tennessee als Kommandant an. Im Jahr 1820 kehrte er ins zivile Leben zurück. Sein erstes politisches Mandat übte Hayne als Abgeordneter im Repräsentantenhaus von South Carolina zwischen November 1828 und Dezember 1829 aus. Anschließend fungierte er fünf Jahre lang als Bevollmächtigter der United States Navy im Mittelmeerraum, ehe er eine Versetzung nach Belgien ablehnte.
Nach dem Tod von US-Senator Josiah J. Evans am 6. Mai 1858 wurde Arthur Hayne von Gouverneur Robert Francis Withers Allston zu dessen Nachfolger ernannt. Er nahm sein Mandat im Kongress vom 11. Mai 1858 bis zum 2. Dezember desselben Jahres wahr; auf die Kandidatur bei der Wahl für die noch auszufüllende Amtsperiode verzichtete er. Der Sitz ging dann an James Chesnut. Hayne übte anschließend kein politisches Amt mehr aus und starb im Januar 1867 in seiner Heimatstadt Charleston. Er wurde auf dem dortigen St. Michael’s Churchyard beigesetzt. Sein jüngerer Bruder Robert Young Hayne war ebenfalls US-Senator für South Carolina sowie Gouverneur seines Staates.